# کاتی (بازیکن فوتبال)
مارکو آنتونیو لموس توزی (به پرتغالی: Marco Antônio Lemos Tozzi) معروف به کاتی (Catê) بازیکن فوتبال در پست مهاجم اهل برزیل است که در شهر Cruz Alta, Rio Grande do Sul و در تاریخ ۷ نوامبر ۱۹۷۳ به دنیا آمده‌است.

## باشگاهی
کاتی در تیم‌های فوتبال گرمیو، سائو پائولو، کروزیرو، سمپدوریا، فلامینگو و نیوانگلند رولوشن سابقهٔ حضور دارد.

## تیم ملی
وی همچنین در تیم‌های ملی فوتبال تیم ملی فوتبال زیر ۲۰ سال برزیل بازی کرده‌است.